# Jindřich Lützow
Jindřich Josef Rudolf Gottfried hrabě Lützow (německy Heinrich Josef Rudolf Gottfried Graf Lützow zu Dreylützow und Seedorf) (11. září 1852, Baden – 8. listopadu 1935, Vídeň) byl rakousko-uherský diplomat ze šlechtické rodiny usazené v Čechách. Krátce sloužil v armádě, od roku 1874 byl diplomatem a zastával nižší funkce v různých evropských zemích. Byl rakousko-uherským vyslancem v Sasku (1895–1899), prvním sekčním šéfem na ministerstvu zahraničí (1901–1904) a nakonec velvyslancem v Itálii (1904–1910).

## Životopis

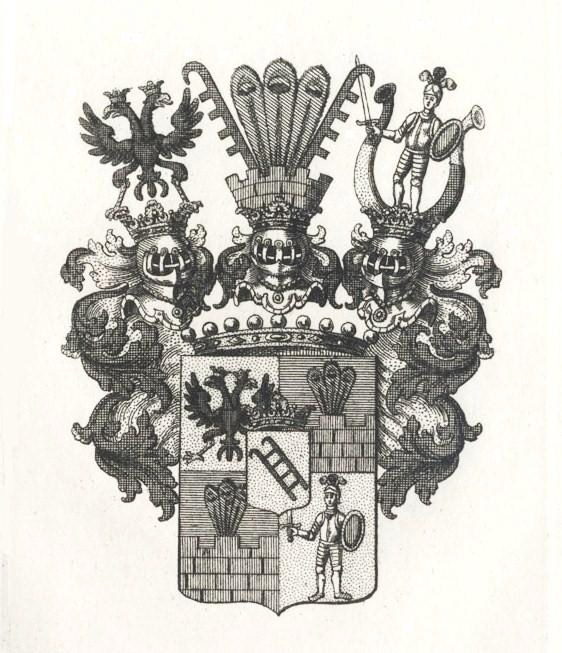
Erb rodu Lützowů

Pocházel ze starého šlechtického rodu Lützowů, narodil se jako druhorozený syn rakouského diplomata Františka Lützowa (1814–1897), matka Lady Henriette Seymour (1822–1909) pocházela z anglického šlechtického rodu Seymourů v linii markýzů z Hertfordu. Studoval gymnázium ve Vídni a rozhodl se pro službu v c. k. armádě. V roce 1871 nastoupil k 1. hulánskému pluku v Krakově, kde dosáhl hodnosti poručíka. V roce 1874 začal pracovat jako provizorní atašé ve Stuttgartu a později v Drážďanech. V roce 1877 byl v armádě převeden do stavu záloh, ke skutečnému vstupu do diplomatických služeb mu ale chybělo příslušné univerzitní vzdělání. S přímluvou vlivných příbuzných a po složení diplomatických zkoušek se nakonec v prosinci 1877 stal plnohodnotným zaměstnancem ministerstva zahraničí. Jako atašé působil v Bruselu (1877–1879) a Haagu (1879–1881). V roce 1881 se vrátil do Bruselu, kde se zúčastnil zásnub korunního prince Rudolfa s belgickou princeznou Štěpánkou. Poté byl legačním radou v Římě (1881–1886) a Londýně (1886–1891), následně pak velvyslaneckým radou v Paříži (1891–1895).
V letech 1895–1899 byl rakousko-uherským vyslancem v Drážďanech. Diplomatické zastoupení v Sasku nemělo v té době příliš důležitý význam z mezinárodně politického hlediska, ale za vlády Františka Josefa byla vyslanecká funkce v Drážďanech vnímána jako předstupeň k dalším vysokým postům. V roce 1897 byl rakousko-uherským delegátem na mezinárodní konferenci o zdravotnictví v Benátkách. V letech 1899–1904 působil ve Vídni na ministerstvu zahraničí, kde od roku 1901 zastával hodnost prvního sekčního šéfa. V letech 1904–1910 byl rakousko-uherským velvyslancem v Římě, kde měl za úkol udržovat problematické vztahy s italským spojencem. V době okupace Bosny a Hercegoviny a následné bosenské krizi nabídl z vlastní iniciativy v jednání s italským ministrem zahraničí Tittonim ústupky v úpravě rakousko-italských hranic. Jako účastník italsko-britských diplomatických jednání pak dokonce kritizoval rakousko-uherskou zahraniční politiku vůči Srbsku a tím se dostal do trvalého konfliktu s ministrem zahraničí Aehrenthalem. V březnu 1910 byl Lützow z Říma odvolán a na ministerstvu zahraničí převeden do stavu disponibility, formálně byl penzionován v roce 1913. Nadále ale zůstával vyhledávaným konzultantem v oblasti mezinárodní politiky. Po Aehrenthalově smrti jej nový ministr zahraničí Leopold Berchtold pozval na svůj zámek v Buchlovicích k jednání s německým diplomatickým sborem, v době červencové krize těsně před první světovou válkou vedl Lützow rozhovory s ruským velvyslancem ve Vídni Šebekovem.
Jeho ručně psané poznámky byly v roce 1971 vydány ve Vídni tiskem (Im diplomatischen Dienst der k.u.k. Monarchie) a patří k důležitým zdrojům k tematice rakousko-uherské zahraniční politiky přelomu 19. a 20. století.

## Tituly a ocenění
Jako příslušník staré šlechtické rodiny byl v roce 1881 jmenován c. k. komořím. Ve funkci prvního sekčního šéfa na ministerstvu zahraničí obdržel v roce 1900 titul c. k. tajného rady s nárokem na oslovení Excelence. V roce 1909 byl jmenován doživotním členem rakouské Panské sněmovny. Během své diplomatické kariéry získal řadu vyznamenání v Rakousku-Uhersku a v zahraničí. Mimo jiné zastával funkci viceprezidenta společnosti Severní dráhy císaře Ferdinanda.

### Rakousko-Uhersko
- velkokříž Leopoldova řádu (1908)
- Řád železné koruny I. třídy (1903)
- velkokříž Řádu Františka Josefa (1897)
- rytířský kříž Řádu Františka Josefa (1881)

### Zahraničí
- rytíř Řádu bílého orla (Rusko)
- Řád červené orlice I. třídy (Německo)
- velkodůstojník Královského Viktoriina řádu (Spojené království)
- komandér Řádu čestné legie (Francie)
- velkokříž Řádu sv. Mořice a sv. Lazara (Itálie)
- velkokříž Řádu italské koruny (Itálie)
- velkokříž Řádu polární hvězdy (Švédsko)
- velkokříž Leopoldova řádu (Belgie)
- velkokříž Řádu rumunské hvězdy (Rumunsko)
- Řád Takova I. třídy (Srbsko)
- velkokříž Řádu Albrechtova (Sasko)
- velkodůstojník Řádu siamské koruny (Siam)
- Řád posvátného pokladu I. třídy (Japonsko)
- Řád Fridrichův I. třídy (Württembersko)
- Řád bílého sokola (Sasko-Výmarsko)
- Vévodský sasko-ernestinský domácí řád (Sasko-Kobursko)
- Řád Gryfa (Meklenbursko-Zvěřínsko)

## Majetek a rodina

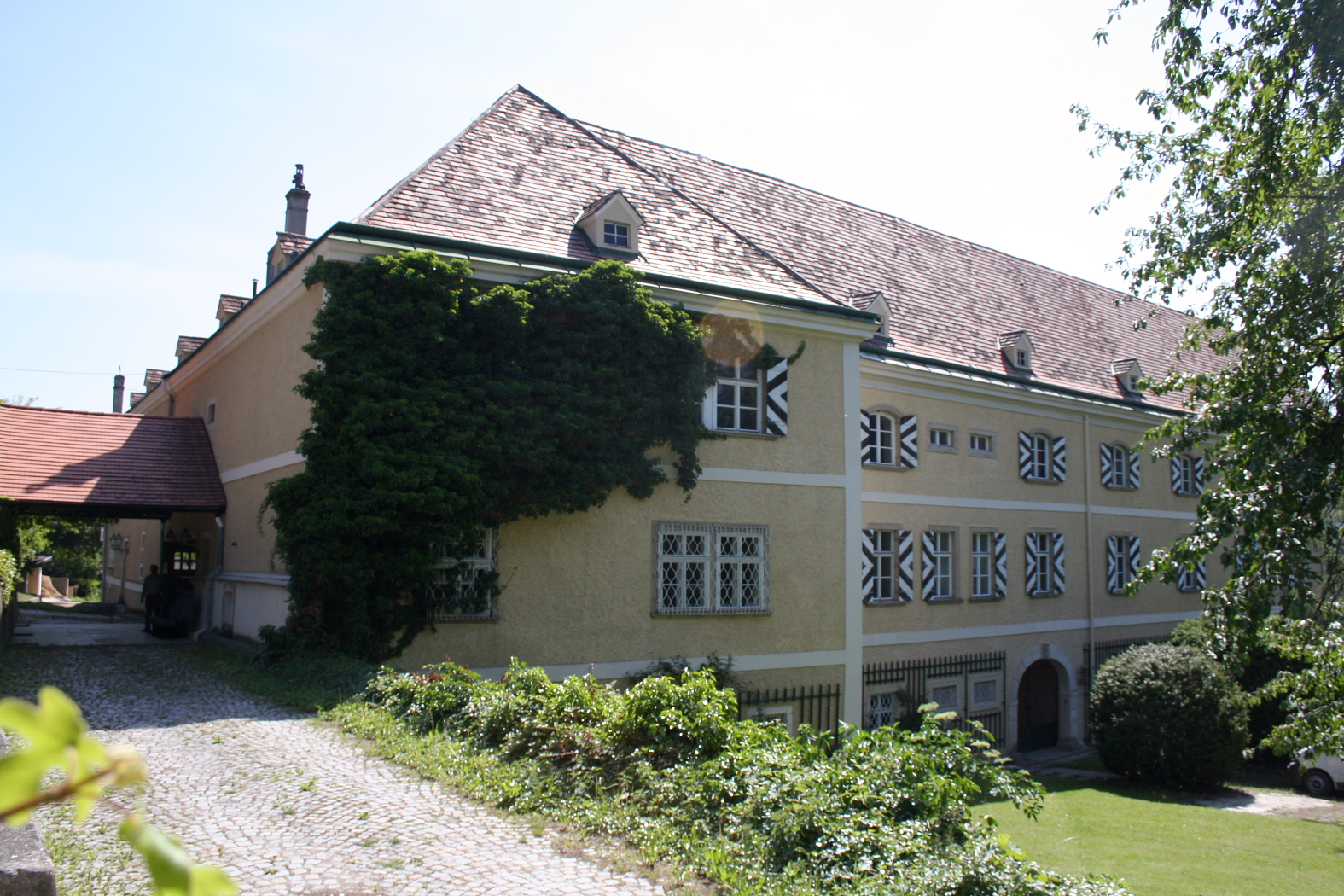
Zámek Strelzhof (Dolní Rakousy), sídlo Jindřicha Lützowa do roku 1920

Jeho sídlem byl zámek Strelzhof v Dolním Rakousku, který musel být z finančních důvodů prodán v roce 1920.
V roce 1879 se v Haagu oženil s baronkou Eleonorou Tuyll van Serooskerken (1855–1934), která patřila k vlivné a bohaté šlechtě v Nizozemí, později se stala c. k. palácovou dámou. Z manželství se narodily tři dcery.
- 1. Irena (1884–1980), manžel 1907 Adolf Osvald Dubský z Třebomyslic (1878–1953), c.k. komoří, diplomat
- 2. Elsa (1886–1974), manžel 1910 František Jan Douglas hrabě Thurn-Valsassina (1876–1939), c.k. komoří, poslanec dolnorakouského zemského sněmu
- 3. Nora (1891–1945), 1. manžel 1912 Ivan hrabě Drašković (1878–1963), dědičný člen uherské panské sněmovny, manželství rozvedeno, 2. manžel 1924 Karel hrabě Khuen-Belasi (1879–1963), poslanec moravského zemského sněmu, později se jménem Khuen-Lützow

Jindřichův starší bratr František Lützow (1849–1916) byl významnou osobnosti veřejného života v Čechách a bohemistou. Sestra Rosa (1850–1927), provdaná za prince Alfreda Salm-Salma, byla po Františkovi dědičkou českých velkostatků Žampach a Borohrádek.